# Isoetes altonharvillii
Isoetes altonharvillii är en kärlväxtart som beskrevs av Musselman och R.D.Bray. Isoetes altonharvillii ingår i släktet braxengräs, och familjen Isoetaceae. Inga underarter finns listade i Catalogue of Life.